# النخلة والجيران (رواية)
النخلة والجيران'  رواية عراقية  ألفها الكاتب العراقي غائب طعمة فرمان، وقع اختيارها كواحدة من ضمن  أفضل مائة رواية عربية.  أعدت الروايته مسرحيا، وقدمتها فرقة المسرح الفني الحديث، وكانت في مقدمة المسرحيات العراقية التي نالت أعجاب واستحسان الجمهور.

## خلاصة الرواية[2]
بُنيتْ أحداث رواية «النخلة والجيران» لـلروائي العراقي غائب طعمة فرمان على خلفية آثار الحرب العالمية الثانية في العراق، إذ صيغ نظام الحياة اليومية لشخصياتها في ضوء تداعيات تلك الحرب في بغداد، فظهرت منزوعة الإرادة، ومجرّدة عن أي فعل إيجابي، وما لبثت أن مضت في حال يكتنفها اليأس إلى نهايات مقفلة أدّت بها إما إلى الموت أو القتل أو الغياب، وبذلك تكون الرواية قد طرحت قضية التاريخ الراكد للأمة حيث يتلاشى الأمل بالتغيير، فكل شيء في تراجع مطّرد، إذ تستسلم معظم الشخصيات ليأس عام يخيّم عليها من كل جانب، وتذوي النخلة الوحيدة، وتباع الدار، ويهدم الإسطبل، وتكاد الحواري الطينية الضيقة تخلو من الحركة، وتبدو المشاركة الاجتماعية مشلولة، بل معطّلة، فقد انسدت الآفاق أمام شخصيات مهمّشة جرى تقييد إرادتها من طرف غامض، وأصبحت طيّ النسيان. فشرعت في الاقتصاص من بعضها بالطمع والقتل والخداع.